# 钓箱

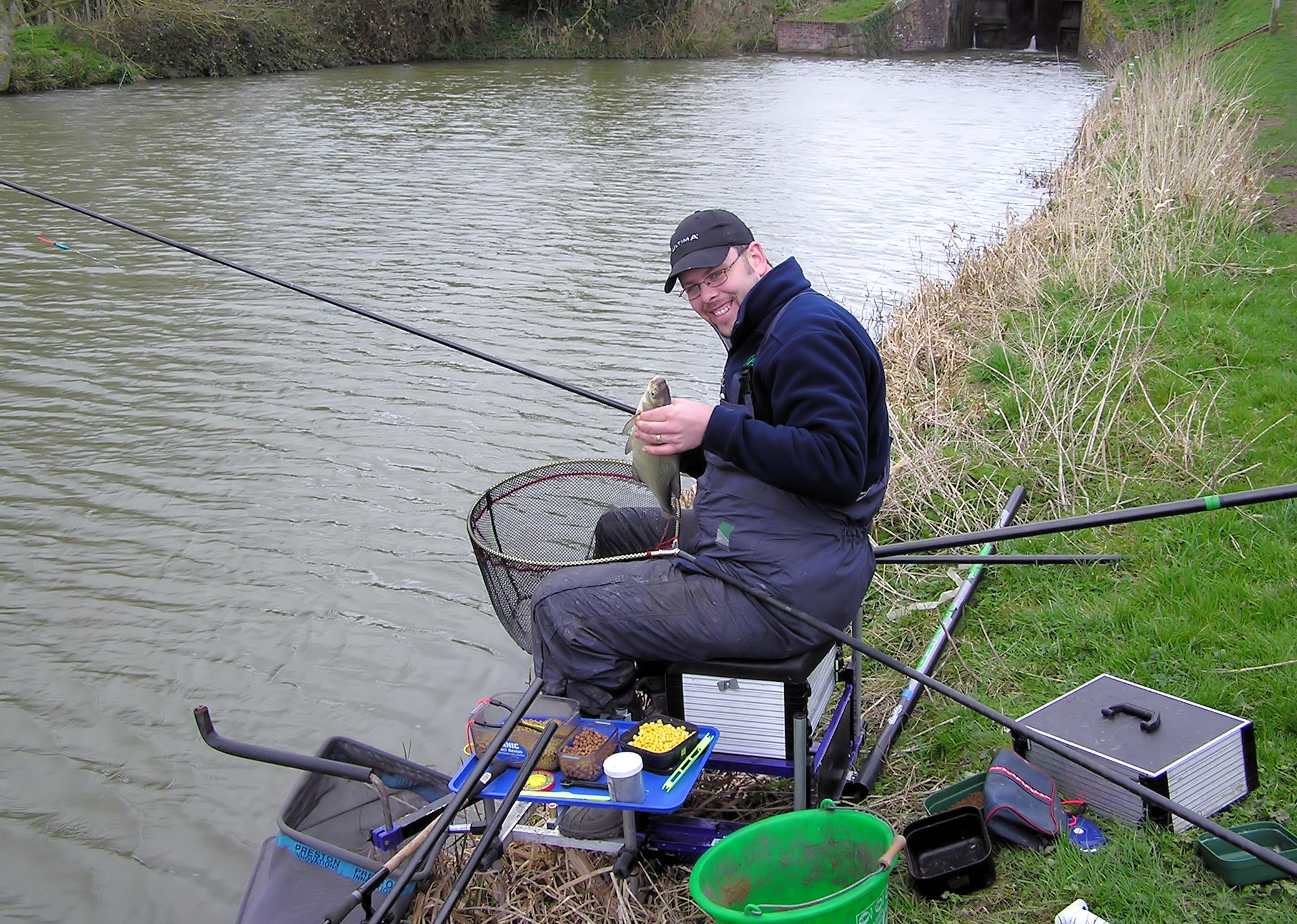
一个钓鱼者和他的渔具，他坐在钓箱上面。

钓箱是钓鱼者用来当凳子坐，同时挂鱼护，箱内加冰块还可以保险的渔具。

## 概述
钓箱侧面可以挂鱼护，架上炮台伞架，同时可以放拉饵、搓饵盒、渔具盒等。钓箱内的配件包括食盒一套、鱼护挂、钓竿支架、抄网支架、拉饵盘支架、遮阳伞等。不锈钢材质的钓箱质量最好。

## 护理
每次钓鱼之后，最好把钓箱清洗干净，以免残留物发霉质变发臭。